# Групна кохезија
Групна кохезија су силе које држе чланове групе на окупу услед узајамног афективног привлачења, заједничких интереса, норми и привржености заједници чланова групе. Групна кохезија се манифестује у чврстини и стабилности групе, осећању заједништва и узајамне солидарности чланова, као и у отпорности групе на силе дезорганизације и спољне притиске.

## Дефиниције
Од новолатинског cohaesio и француског cohésion, у физици, кохезија значи „сила која уједињује молекуле течности или чврсте материје”. Стога, постоје различити начини да се дефинише групна кохезија, у зависности од тога како истраживачи концептуализују овај концепт. Међутим, већина истраживача дефинише кохезију као посвећеност задатку и међуљудску привлачност према групи.
Кохезија се може прецизније дефинисати као тенденција да група буде у јединству док ради на циљу или да задовољи емоционалне потребе својих чланова. Ова дефиниција укључује важне аспекте кохезивности, укључујући њену мултидимензионалност, динамичну природу, инструменталну основу и емоционалну димензију. Њена вишедимензионалност се односи на то како је кохезија заснована на многим факторима. Њена динамичка природа се односи на то како се постепено мења током времена у својој снази и облику од тренутка када је група формирана до тренутка када је група распуштена. Њена инструментална основа се односи на то како се људи кохерирају за неку сврху, било да је то за задатак или из друштвених разлога. Њена емоционална димензија се односи на то колико је кохезија угодна члановима групе. Ова дефиниција се може генерализовати на већину група које карактерише дефиниција групе о којој је било речи горе. Ове групе обухватају спортске тимове, радне групе, војне јединице, групе братстава и друштвене групе. Међутим, важно је напоменути да други истраживачи тврде да се кохезија не може генерализовати у многим групама.

## Фактори
Снаге које збилжавају чланове групе заједно могу бити позитивне (награде засноване на групи) или негативне (ствари изгубљене након изласка из групе). Главни фактори који утичу на кохезивност групе су: сличност чланова, величина групе, тешкоћа уласка, успех групе и спољна конкуренција и претње. Често ови фактори делују кроз побољшање идентификације појединаца са групом којој припадају, као и њихова уверења о томе како група може да испуни њихове личне потребе.

### Сличност чланова групе
Сличност чланова групе има различите утицаје на групну кохезивност у зависности од тога како се дефинише овај концепт. Лот и Лот, који су 1965. године помињали међуљудску привлачност као групну кохезивност, извршили су опсежан преглед литературе и открили да сличности појединаца по пореклу (нпр. раса, етничка припадност, занимање, старост), ставови, вредности и особине личности имају генерално позитивну повезаност са групном кохезивношћу.
С друге стране, из перспективе друштвене привлачности као основе групне кохезивности, сличност међу члановима групе је знак да појединци категоришу себе и друге у унутрашњу или у спољну групу. У овој перспективи, што више појединци осећају прототипну сличност између себе и других чланова групе, то ће кохезивност групе бити јача.
Поред тога, слична позадина чини вероватнијим да чланови деле сличне ставове о различитим питањима, укључујући циљеве групе, методе комуникације и врсту жељеног вођства. Генерално, већа сагласност међу члановима о групним правилима и нормама резултира већим поверењем и са мање дисфункционалних сукоба. Ово, заузврат, јача и емоционалну и извршну кохезивност.

### Величина групе
Мале групе су кохезивније од великих група. Ово је често узроковано друштвеним лењошћу, теоријом која каже да ће поједини чланови групе заправо уложити мање напора, јер верују да ће други чланови надокнадити недостатак. Утврђено је да се социјална лењост елиминише када чланови групе верују да се њихове индивидуалне перформансе могу идентификовати, што је много више случај у мањим групама.

### Перформансе
Студије су показале да кохезија може да узрокује перформансе и да перформансе могу да узрокују кохезију. Већина мета-анализа (студија које су сумирале резултате многих студија) је показала да постоји веза између кохезије и учинка. Ово је случај чак и када је кохезија дефинисана на различите начине. Када се кохезија дефинише као привлачност, она је боље повезана са перформансама. Када се дефинише као посвећеност задатку, такође је у корелацији са учинком, мада у мањем степену од кохезије као привлачности. Није спроведено довољно студија са кохезијом дефинисаном као групни понос. Генерално, кохезија дефинисана на све ове начине била је позитивно повезана са учинком.
Што се тиче групне продуктивности, привлачност и групни понос вероватно нису довољни. In regards to group productivity, having attraction and group pride may not be enough. Неопходно је имати посвећеност задатку да би се остварила продуктивност. Штавише, групе са високим циљевима учинка биле су изузетно продуктивне.
Међутим, важно је напоменути да се веза између кохезије и учинка може разликовати у зависности од природе групе која се проучава. Неке студије које су се фокусирале на овај однос довеле су до различитих резултата. На пример, студија спроведена о вези између кохезије и учинка у владином одељењу за социјалне услуге открила је ниску позитивну повезаност између ове две варијабле, док је једна засебна студија о групама у данској војној јединици пронашла високу негативну повезаност између ове две варијабле.

### Задовољство чланова
Студије су показале да су људи у кохезивним групама пријавили више задовољства од чланова некохезивне групе. Ово је случај у многим окружењима, укључујући индустријска, атлетска и образовна окружења. Чланови у кохезивним групама су такође оптимистичнији и мање пате од друштвених проблема од оних у некохезивним групама.
Једна студија је укључивала тим зидара и столара који су радили на изградњи станова. Првих пет месеци њихов супервизор је формирао групе у којима ће радити. Ове групе су се мењале током пет месеци. Ово је требало да помогне људима да упознају све који раде на овом развојном пројекту и природно су се појавиле свиђања и несвиђања људи око њих. Експериментатор је затим формирао кохезивне групе групишући људе који су се допадали једни другима. Установљено је да су зидари и столари били задовољнији када су радили у кохезивним групама. Као што је цитирао један од радника, „посао је занимљивији када имате другара који ради са вама. То вам се свакако много више допада."‍:183

### Емоционално прилагођавање
Људи у кохезивним групама доживљавају боље емоционално прилагођавање. Посебно, људи доживљавају мање анксиозности и напетости.  Такође је откривено да се људи боље носе са стресом када припадају кохезивној групи.
Теорија привржености такође тврди да адолесценти са проблемима у понашању немају блиске међуљудске односе, већ имају површне. Многе студије су откриле да је особа без блиских односа са вршњацима изложена већем ризику од проблема емоционалног прилагођавања тренутно и касније у животу.
Иако људи могу да доживљавају боље емоције у кохезивним групама, они се такође могу суочити са многим захтевима за своје емоције, као што су они који су резултат жртвеног јарца и непријатељства.

### Конформациони притисци
Људи у кохезивним групама имају већи притисак да се прилагоде него људи у некохезивним групама. Теорија групног мишљења сугерише да притисци ометају групу да критички размишља о одлукама које доноси. Ђиордано је 2003. године сугерисао да је то зато што људи унутар групе често комуницирају једни с другима и стварају мноштво могућности за утицај. То је такође зато што особа унутар групе доживљава друге чланове као сличне себи и стога је спремнија да подлегне притисцима конформитета. Други разлог је тај што људи цене групу и стога су спремнији да се препусте притиску конформизма да би одржали или унапредили своје односе.
Илегалне активности су произашле из притисака на усклађеност унутар групе. Хајни је 2001. године открио да је степен у којем се група пријатеља бави незаконитим активностима предиктор нечијег учешћа у илегалним активностима. Ово је било случај чак и након што је претходно понашање појединца контролисано и друге контроле су биле постављене. Штавише, они са пријатељима који су се сви бавили нелегалним активностима су највероватније и сами учествовали у незаконитим активностима. Друга студија је открила да адолесценти без пријатеља нису учествовали у толико илегалних активности као они са барем једним пријатељем. Друге студије су пронашле сличне резултате.